# تنگ نظری
تنگ نظری (شیراز)، روستایی از توابع بخش مرکزی شهرستان شیراز در استان فارس ایران است.

## جمعیت
این روستا در دهستان بیدزرد قرار دارد و براساس سرشماری مرکز آمار ایران در سال ۱۳۸۵، جمعیت آن زیر سه خانوار بوده‌است.